# Дворцовый парк (Гатчина)
Одна из главных достопримечательностей города Гатчины — пейзажный парковый ансамбль Дворцо́вый парк, созданный в конце XVIII века. Это старейший из комплекса гатчинских парков, его площадь составляет 143 гектара.
Расположен в центральной части города. Вплотную прилегает к городским застройкам на западе и востоке. На юго-востоке проходит граница, разделяющая Дворцовый парк с Приоратским парком, на северо-западе — со Зверинцем, на западе расположен регулярный парк Сильвия, территория которого раньше входила в состав Дворцового парка. Главное сооружение парка — Большой Гатчинский дворец, расположенный в его юго-западной части.

## Планировка
I — Дворцовый парк
II — Сильвия
А — остров Любви
Б — Собственный сад
В — Нижний Ботанический сад
Г — Верхний Ботанический сад
Д — Ботаническая горка
Е — Нижний Голландский сад
Ж — Верхний Голландский сад
И — Водный лабиринт
К — Липовый сад
Л — Лесной лабиринт
1 — Большой Гатчинский дворец (1766—1781, А. Ринальди)
2 — Павильон Венеры (1792—1793)
3 — Берёзовый домик (1780-е, Ф. Виолье)
и портал «Маска» (1794—1796, В. Бренна)
4 — Колонна Орла (1770, А. Ринальди)
5 — Павильон Орла (1793—1796)
6 — Лесная оранжерея (1794—1796)
7 — Терраса-пристань (1792—1795, В. Бренна)
8 — Адмиралтейство (начало 1790-х)
9 — Чесменский обелиск (1770-е)
10 — Адмиралтейские ворота (1794—1796)
11 — Большие железные ворота (1787)
12 — Амфитеатр (конец 1790-х, Н. А. Львов)
13 — Берёзовые ворота (1795—1798, В. Бренна)
14 — Горбатый мост (1800-?, А. Д. Захаров)
15 — Грот «Эхо» (до 1783)
16 — Восьмигранный колодец (начало 1790-х)
17 — Карпин пруд
18 — Терраса-балкон
19 — Белое озеро
20 — Серебряное озеро
Пространственная структура местности, в которой планировался и развивался Дворцовый парк, определила его композицию, подсказала устроителям места для постройки Большого Гатчинского дворца, направления прокладки аллей и просек, видовые позиции для парковых сооружений. Почти четверть площади парка занимает водная гладь — Белое и Серебряное озёра, русла небольших речек и каналов, поверхности прудов. Прибрежные территории имеют ярусную планировку, что вместе с изгибами берегов создаёт множество видовых точек на разных уровнях, каждая из которых представляет пейзаж с нового ракурса. Кроме береговых точек осмотра пейзажей живописные виды открываются с поверхности озёр и с башен Большого дворца.
Центр паркового ансамбля — Белое озеро, через которое проходят две основные композиционные оси парка. Первая ось начинается у Большого Гатчинского дворца, идёт через Серебряное и Белое озёра, Павильон Венеры и Берёзовые ворота. При движении по этой оси пейзажи скрываются живописными «кулисами» — Большим дворцом, массивом Длинного острова, террасами Ботанических садов. Вторая условная ось начинается у Адмиралтейских ворот и проходит через Длинный остров в направлении Больших железных ворот на границе Зверинца — движение в этом направлении раскрывает панорамные обзоры Белого озера. Эти два основных направления дополняются возможностью обхода по прибрежным и расположенным в глубине парка аллеям и дорожкам, открывающим новые виды на парк.
Дворцовый парк состоит из нескольких связанных между собой частей.

### Английский сад

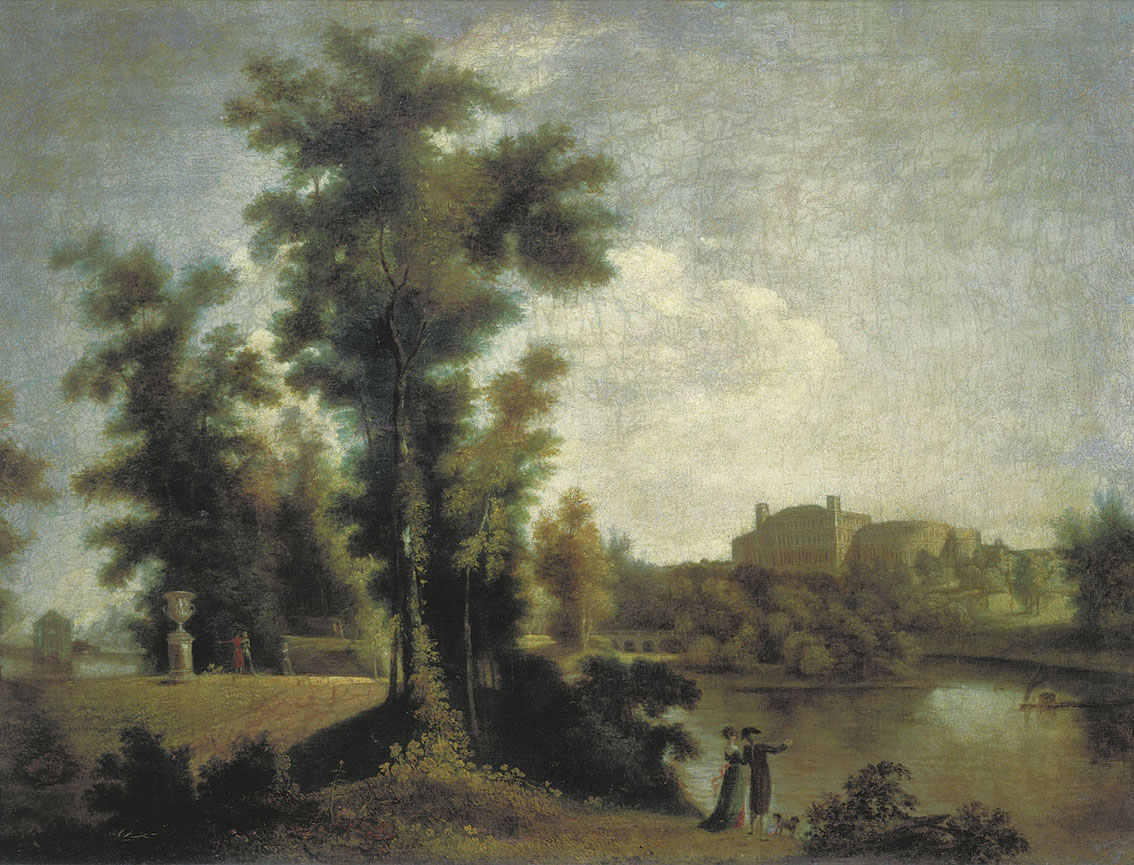
Вид на Гатчинский дворец и парк. С. Ф. Щедрин, 1790-е

Английский сад — самая крупная часть Дворцового парка, распланированная как пейзажный парк. Включает в себя два озера — Белое и Серебряное, а также большинство прибрежных территорий. На Белом озере расположен так называемый Длинный остров, состоящий из трёх островов и одного полуострова, вытянутых в одну линию. Эта цепь дополняется поперечным Захаровым островом. Острова разделяют Английский сад на правобережную и левобережную части, каждая из которых имеет участки, обладающие собственной художественной ценностью. Ещё один крупный остров, Пихтовый, находится в северной части Белого озера. Вдоль берегов расположены несколько небольших островков, имеющих различную конфигурацию и планировку и различающиеся посадками.
Южная часть Английского сада носит название Адмиралтейской. Её композиционной осью является условная линия, проходящая через Адмиралтейские ворота и Иордань — небольшой гранитный колодец на берегу Белого озера. На территории этой части сада расположено Адмиралтейство с небольшой гаванью — прудом «Ковш», а также сеть прямых и извилистых аллей, связанных с Ботаническими садами, Цветочной горкой, Водным и Лесным лабиринтами.
Другой участок Английского сада с достаточно условными границами носит название Берёзового. Название происходит от находящихся в этой части сада сооружений — Берёзового домика с порталом «Маска» и Берёзовых ворот, оформляющих центральный восточный выход в город. На юге участок граничит с Лесным лабиринтом, на западе — с прибрежной территорией около острова Любви, на север участок доходит до лесного массива, тянущегося до Больших железных ворот. Рельеф в северной и западной (прибрежной) частях пологий, но достаточно резко повышается, образуя холм, на котором стоит Берёзовый домик. Аллеи этого участка обсажены деревьями и образуют «крупноячеистую» сеть, на открытых пространствах которой сгруппированы живописные посадки.
На островах Белого озера расположены несколько парковых сооружений — Горбатый мост, Терраса-пристань и Павильон Орла, которые являются не только украшением сада, но и видовыми площадками.
Левобережная часть Английского сада простирается от Карпина пруда до парка Сильвия. Через участок на всём его протяжении проходят пересекающиеся аллеи. Самый близкий к дворцу участок носит название Придворцового. Основной его частью является обширный луг перед дворцом, понижающийся в сторону Серебряного озера. Луг украшает старый дуб-солитер, растущий прямо перед дворцом. Композиционными элементами Придворцового участка являются Восьмигранный колодец, расположенный рядом с Карпиным прудом и грот «Эхо», которым заканчивается ведущий из дворца к Серебряному озеру подземный ход.
При движении от дворца на север открывается панорама на Чесменский обелиск, установленный на небольшом мысу Белого озера. Между дворцом и этим мысом расположен регулярный участок сада, за которым закрепилось название «Графин», обусловленное его формой — «дно» «графина» представляет собой трёхъярусную земляную насыпь, а «тулово» с «горлышком», спускающимся к озеру, описывается обводной аллеей. Внутри «Графина» создана сеть пересекающихся дорожек. На возвышенности сада до 1930-х гг. располагался шатёр — так называемая Турецкая палатка.
Далее на север находилось здание Лесной оранжереи, построенное в конце XVIII в. и предназначенное для выращивания редких видов растений. Рядом с Лесной оранжереей расположен небольшой луг с прудом. Сейчас от здания остались только руины.
Между Лесной оранжереей и Сильвией находятся ещё два парковых сооружения — Амфитеатр, предназначенный для проведения рыцарских представлений, и Колонна Орла, старейшее сооружение Дворцового парка. Колонна Орла связана с Павильоном Орла, расположенным на Длинном острове, видовой просекой.

### Собственный сад

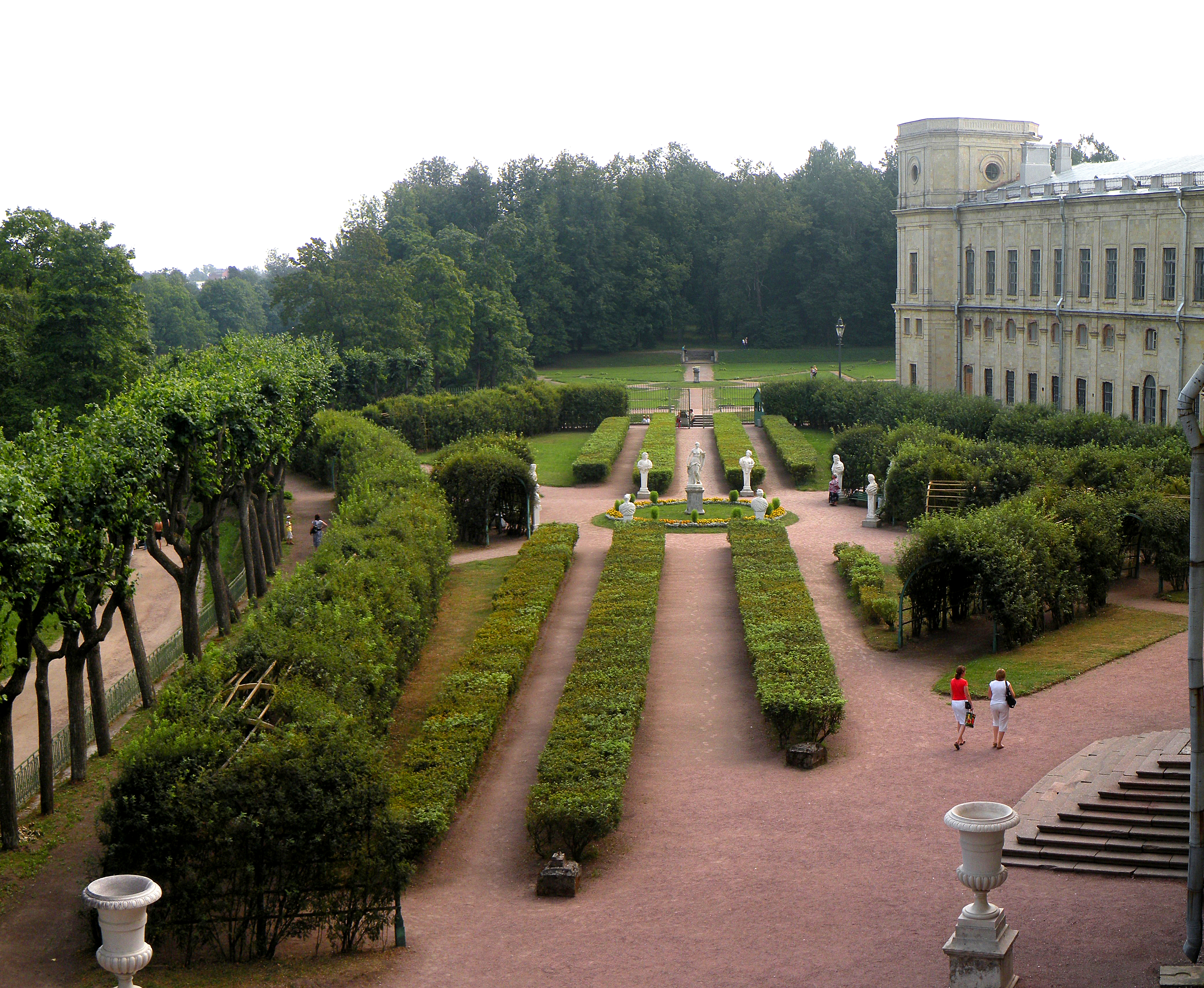
Вид на Собственный сад из окна Башенного кабинета

Собственный сад — небольшой сад (площадью около полугектара) регулярной планировки, расположенный непосредственно около стен дворца на высокой насыпной площадке и отгороженный от остального парка опорной стеной с оградой. Опорная стена угловой части Собственного сада имеет площадку с балюстрадой. В отличие от других садов Дворцового парка Собственный сад насыщен скульптурным декором, а также имеет крытые аллеи — берсо.

### Нижний и Верхний Голландские сады

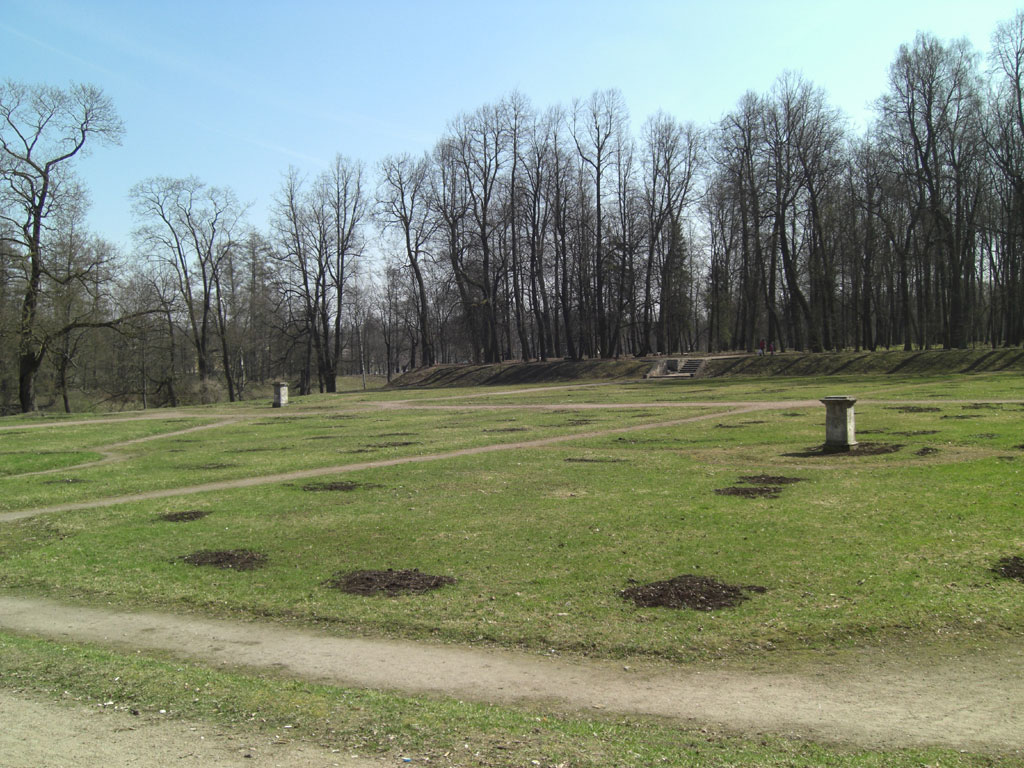
Нижний Голландский сад

Нижний и Верхний Голландские сады, а также Липовый сад — комплекс трёх садов, также расположенных рядом с дворцом и имеющих регулярную планировку. Нижний Голландский сад был украшен скульптурой и выполнен в виде большого газона, пересечённого несколькими прямолинейными дорожками. Из Нижнего Голландского сада в Верхний ведут несколько каменных лестниц. Верхний сад засажен деревьями, между которыми проложены прямые аллеи. Композиционным центром сада является площадка, на которой была установлена мраморная статуя Афины. Рядом с Верхним Голландским садом расположен Липовый сад, отделённый нешироким каналом. Липовый сад имеет вытянутую форму и граничит с Красноармейским проспектом.

### Нижний и Верхний Ботанические сады
Нижний и Верхний Ботанические сады — два сада регулярной планировки, расположенные в восточной части парка на разных высотных уровнях общей площадью около 4 гектаров. Сады украшают два пруда правильной формы — восьмигранный в Верхнем саду и круглый в Нижнем. Через оба сада проходит аллея, являющаяся их центральной осью. Кроме центральной аллеи по периметру садов проходят ещё две аллеи и все три пересекаются с таким же количеством поперечных аллей, пруды обрамлены дорожками. Места пересечения аллей отмечены небольшими площадками, вдоль аллей высажены дубы. Для перехода между Верхним и Нижним Ботаническими садами устроено три симметричные гранитные лестницы с семью ступенями. На откосе, отделяющем Адмиралтейскую часть Английского сада от Нижнего Ботанического сада сделана десятиступенчатая гранитная лестница, к которой выводит центральная аллея. Средняя поперечная аллея соединяется с пандусом, ведущим на Цветочную горку, расположенную западнее Ботанических садов.

### Ботаническая или Цветочная горка

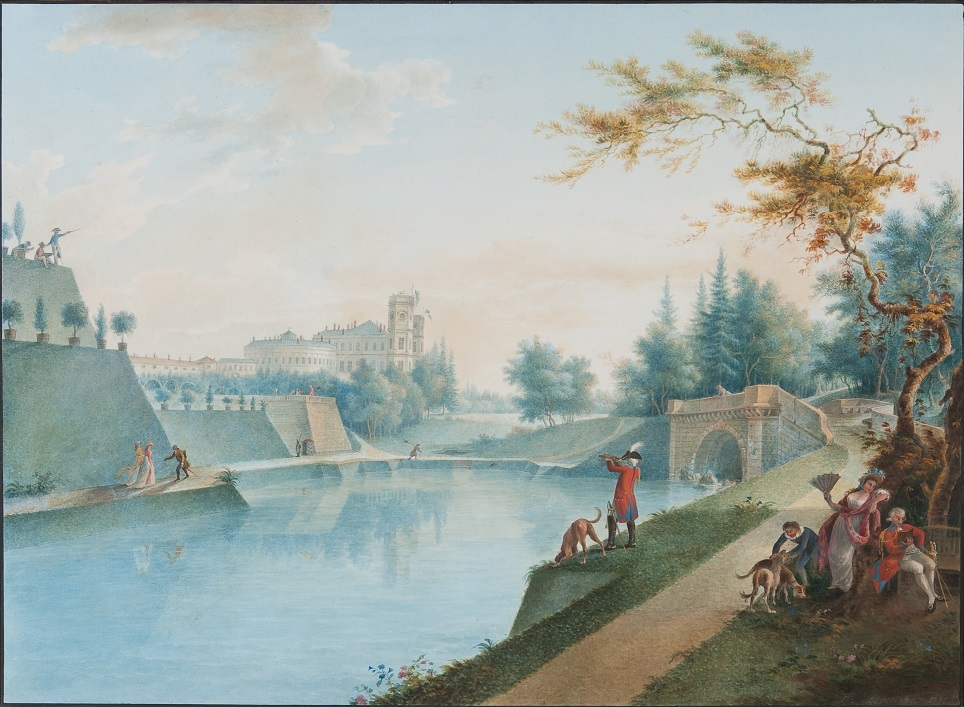
Вид на Гатчинский дворец и Карпин пруд. Акварель Г. С. Сергеева, 1798

Ботаническая или Цветочная горка расположена рядом с Ботаническими садами в восточной части парка. Представляет собой земляной полуконус со срезанной вершиной. От Ботанических садов на горку ведёт пандус, с противоположной от садов стороны горка соединяется с Лесным лабиринтом. Эта сторона сделана в виде четырёх расширяющихся сверху вниз террас с дорожками. На северной и южной сторонах горки сделаны две лестницы из гранита. Цветочная горка вписана в рельеф местности, поэтому лестницы имеют разную длину — северная лестница короче южной и состоит из трёх маршей, в то время как южная — четырёхмаршевая.

### Водный и Лесной лабиринты

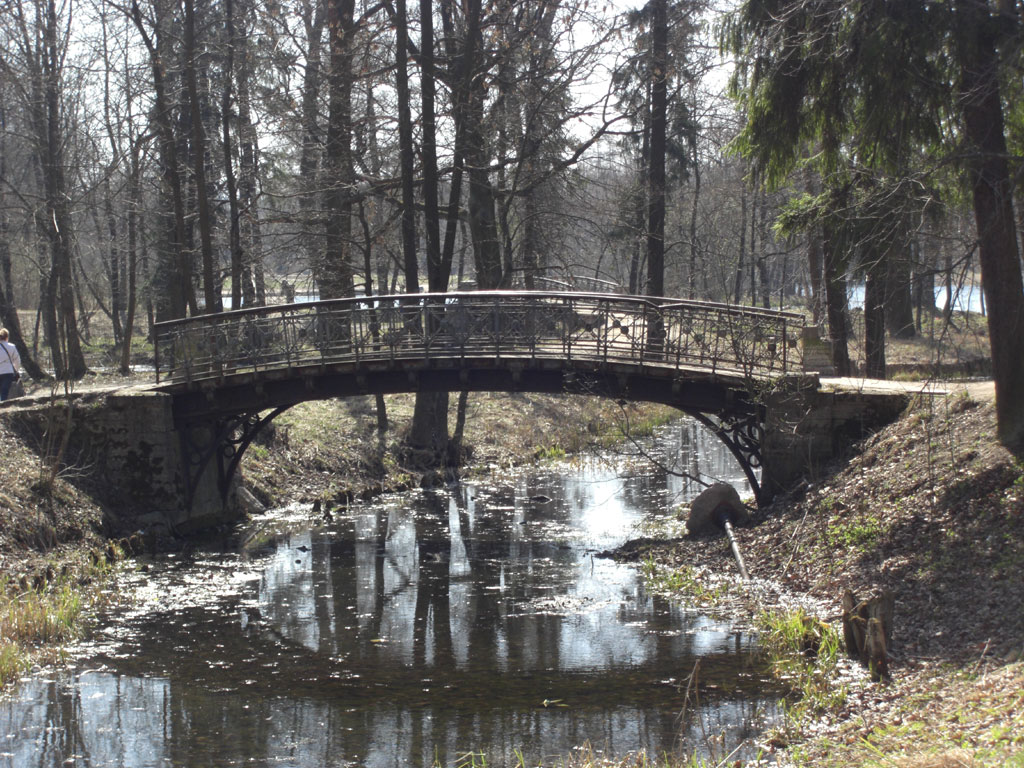
Мост через протоку Водного лабиринта

Водный и Лесной лабиринты — два пейзажных лабиринта, расположенные около восточной части Белого озера. Площадь этой части парка более четырёх гектаров.
Лесной лабиринт расположен между Ботанической горкой, Водным лабиринтом и Берёзовым участком Английского сада. Представляет собой сеть аллей, проложенных сквозь лесной массив и расходящихся от небольшой возвышенной площадки, расположенной рядом с Верхним Ботаническим садом. Эта площадка называемой «пятью углами» по количеству пересекающихся в этой точке аллей и является хорошей видовой точкой, откуда открывается вид на Водный лабиринт.
Водный лабиринт устроен в виде глубокого залива Белого озера, в котором устроены четыре небольших искусственных острова с прихотливо изрезанными берегами. Протоки между островами колеблются по ширине от 7 до 12 метров. Между двумя из островов и берегом перекинуты три ажурных мостика, по которым проходит дорога вдоль озера, ведущая от Адмиралтейства к острову Любви.

### Остров Любви
Остров Любви — регулярный сад, созданный на искусственном острове Белого озера в центральной его части. Остров имеет форму вытянутого с северо-востока на юго-запад треугольника с прямолинейными берегами, от парка его отделяет неширокий прямой канал, через который перекинуты два ажурных мостика. В центральной части острова были устроены две террасы—балкона длиной около 6 метров. Террасы служили не только видовой точкой, но и использовались как пристань для прогулочных судов. Через остров проходят три аллеи, пересекающиеся в юго-западной, острой, части треугольника, где находится главное украшение сада — Павильон Венеры. Вдоль аллей высажены деревья и кустарники. Остров Любви является редким образцом островного регулярного сада XVIII века.

## История
Высший расцвет садово-паркового искусства в России произошёл в XVIII веке. В окрестностях Санкт-Петербурга и в самом городе в это время создаются парки и сады — Летний сад, Екатерингоф, сады в Петергофе, Ораниенбауме, Стрельне, Царском Селе и других пригородах, многие из которых стали жемчужинами паркостроения России. Эти парковые ансамбли создавались, в основном, в стиле барокко — с правильной геометрией дорожек, площадок, с использованием фонтанов и большого количества статуй, преобразующие естественные ландшафты в упорядоченную структуру. Это были сады с регулярной планировкой, в так называемом «французском» стиле. Во второй половине века мода изменилась в сторону так называемых «английских» или пейзажных парков, отличающиеся от «французских» планировкой, имитирующей естественные ландшафты. Именно в это время возникает гатчинский Дворцовый парк.
Историю создания парка принято делить на два периода — «орловский» и «павловский».

### «Орловский» период

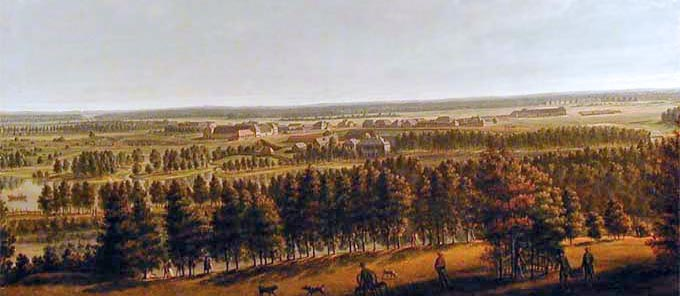
Фрагмент картины Якоба Меттенлейтера «Вид на Гатчинскую Мызу и деревни с Сигнальной башни Гатчинского Дворца». 1790-е годы

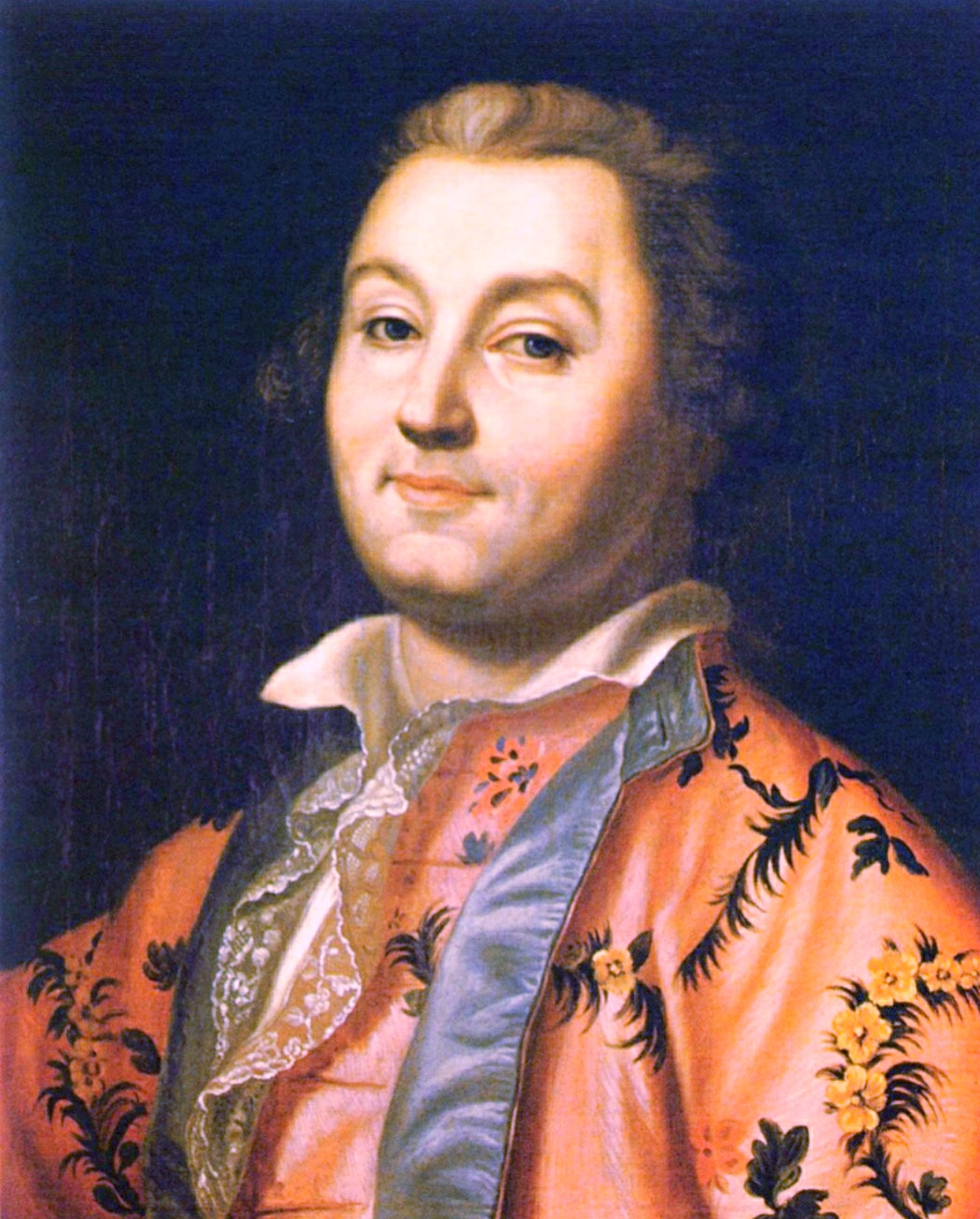
Граф Григорий Орлов - владелец и создатель Гатчинского ансамбля

«Орловский» период создания парка связан с владельцем Гатчинской мызы (ныне город Гатчина) графом Григорием Орловым, фаворитом Екатерины II. В 1765 году Екатерина II выкупила Гатчинскую мызу у князя Бориса Александровича Куракина и подарила её своему фавориту в благодарность за организацию дворцового переворота 1762 года, в результате которого она стала императрицей. Через несколько лет на территории мызы новым хозяином закладывается Большой Гатчинский дворец, а вокруг дворца начинает создаваться пейзажный парк. Начало создания парка приходится на 1770-е гг., об этом говорят объявления Домовой конторы графа Орлова в «Санкт-Петербургских ведомостях» о вызове подрядчиков по доставке деревьев и найму работников для проведения работ на территории парка. Руководство созданием парка осуществлял известный садовый мастер Джон Буш, приглашённый Орловым специально для этой цели. В эти годы производилась обработка и изменение изначального лесного массива вокруг Белого озера, посадка редких и немногочисленных пород деревьев, нетипичных для леса северной полосы. Кроме местных, преимущественно хвойных пород, в парке были высажены тысячи деревьев — дубов, плакучих ив, клёнов, лиственниц, вязов, серебристых ясеней и лип, причём посадки проводились с учётом эстетического и колористического восприятия пейзажа. Деревья для парка доставлялись уже взрослыми, в основном из Новгородской губернии. Также изменения коснулись рельефа местности, были углублены и расширены озёра, устроено несколько искусственных островов, проведены прогулочные дорожки.
Описаний парка того времени почти не сохранилось и самым первым из известных является письмо Григория Орлова Жану Жаку Руссо, в котором он приглашает известного писателя поселиться в Гатчине. Ниже приведён отрывок из этого письма, написанного в 1766 году.
… Тем не менее мне вздумалось сказать Вам, что в шестидесяти вёрстах от Петербурга, то есть в десяти немецких милях, у меня есть поместье, где воздух здоров, вода удивительна, пригорки, окружающие озёра, образуют уголки, приятные для прогулок и возбуждающие к мечтательности…

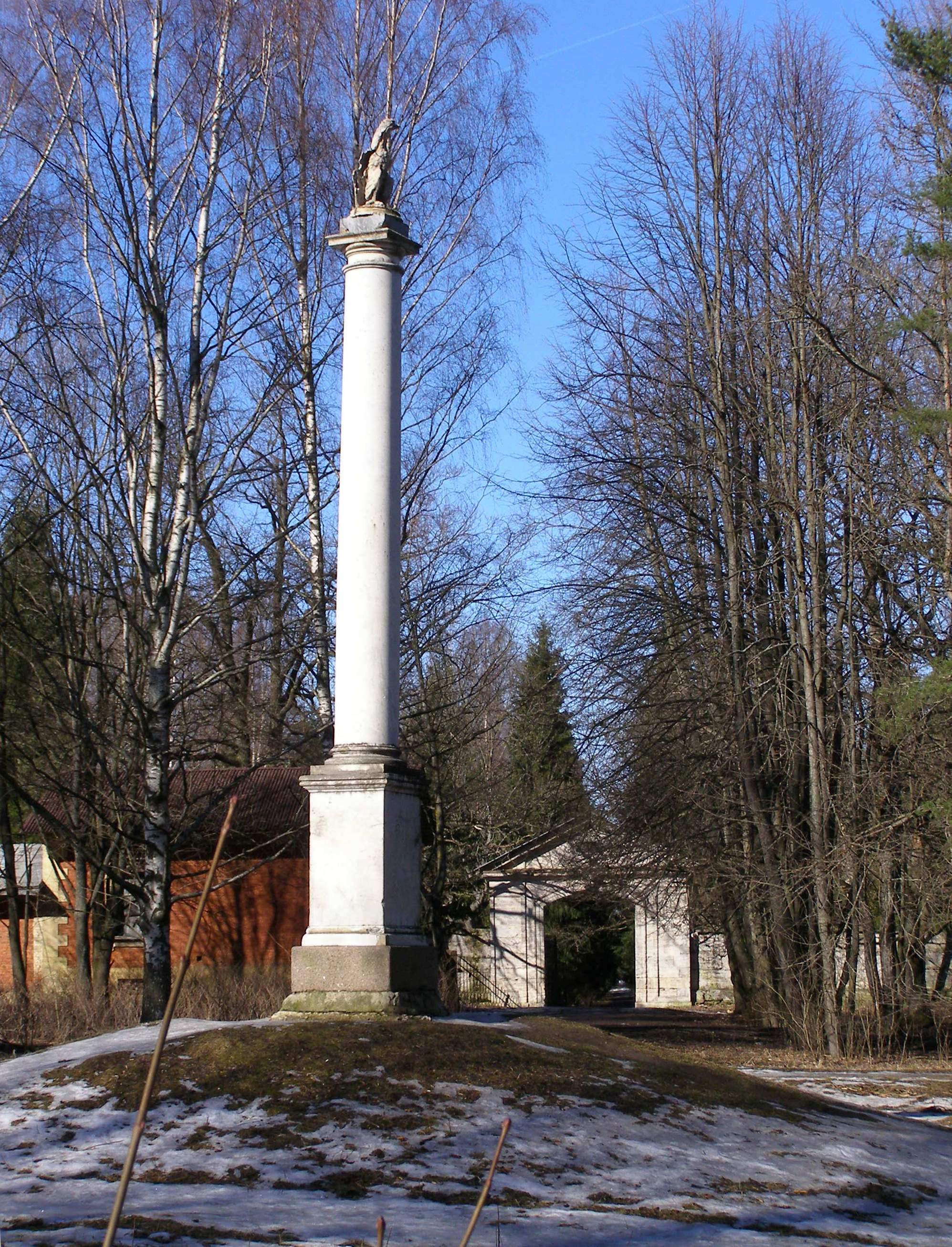
Колонна Орла

В парке раннего периода его существования было установлено всего несколько постоянных сооружений. Некоторые из них дошли до нашего времени — это Колонна Орла, впервые упоминающаяся в 1770 году, Чесменский обелиск, построенный не позже середины 1770-х годов и впервые упоминающийся в 1783 году Грот «Эхо». Но, тем не менее, на его территории для развлечения хозяев и их гостей устраивались различного рода временные декорации, например, небольшие павильоны, внешне выглядящие как хлебные или сенные скирды, внутри которых были залы для отдыха.
Известно ещё об одном сооружении парка «орловского» периода, не сохранившемся до нашего времени — на Белом озере были установлены медные статуи, выкрашенные в белый цвет, подаренные Орлову известным горнозаводчиком Александром Демидовым. Когда и куда они исчезли — неизвестно, но о том, что они некогда украшали поверхность озера, напоминает крупный гранитный камень с прямоугольной выемкой в одном из заливов озера.
Первый этап развития парка заканчивается в начале 1780-х гг. в связи со смертью хозяина поместья в 1783 году.
При графе Орлове пруды были зарыблены форелью и стерлядью. Никто, кроме графа и его гостей, а позднее членов царской семьи не имел права ловить рыбу в дворцовых прудах. Даже купальня для служащих дворца позднее была построена в другом — Приоратском парке, на Филькином озере, в полутора километров от гатчинского дворца.

### «Павловский» период

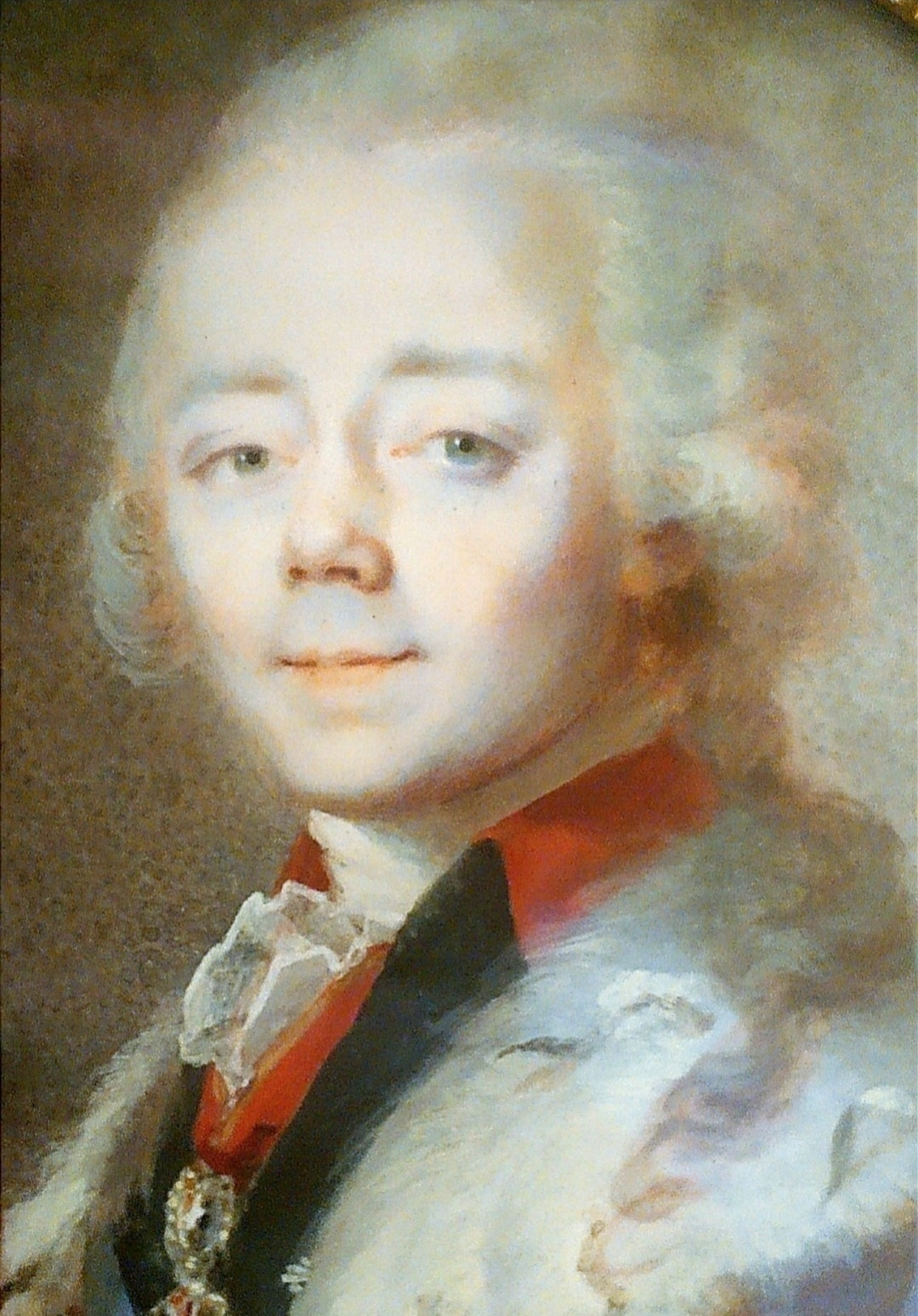
Великий князь Павел Петрович в середине 1780-х

Следующим владельцем Гатчинской мызы стал великий князь Павел Петрович, будущий император Павел I. Поместье было подарено супругам   за рождение первой внучки - Александры, матерью Павла – Екатериной II, которая выкупила мызу у наследников Григория Орлова после его смерти в 1783 году. В это время Павел Петрович был занят строительством большого каменного дворца в палладианском стиле в своём  имении в Павловске. Из-за ограниченности личного бюджета серьёзно заняться парками Гатчины он смог только в 1790-х годах, когда в Павловске было закончено основное строительство. «Павловский» период в развитии парка продолжался начиная с 1780-х гг. и до смерти императора в 1801 году.
При новом владельце в парке продолжились крупные работы. В больших количествах высаживались деревья (в качестве примера можно привести заказ на посадку только одним подрядчиком 16,5 тысяч лип в 1794 году), проводились масштабные перепланировки ландшафтов, строились новые парковые сооружения.
Некоторым частям Дворцового парка в последнем десятилетии XVIII в. была предана регулярная планировка. Это в первую очередь Сильвия, Верхний и Нижний Голландские сады, Ботанический сад и Собственный сад, примыкающий к зданию дворца. Тем не менее, эти участки ансамбля органично влились в пейзажный парк, не нарушая его целостности.

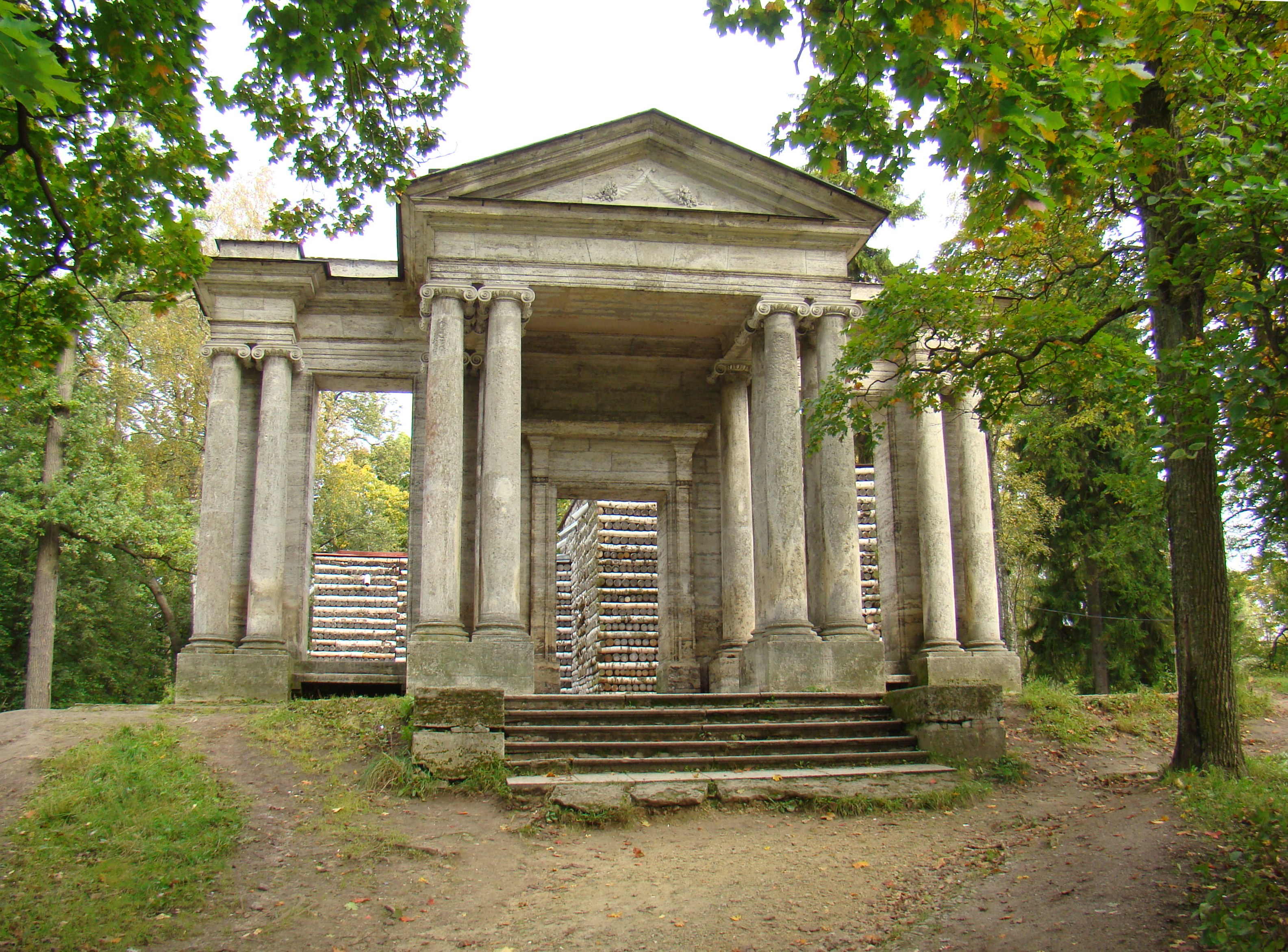
Портал Маска и Берёзовый домик

Возведение новых парковых сооружений началось уже в 1780-х гг. Вероятно, первой постройкой в парке при новом хозяине поместья стал Берёзовый домик, который был построен до 1787 года архитектором Франсуа Виолье. Этим же периодом датируются Большие железные ворота (построенные, вероятно, в 1787 году), расположенные на северной границе парка и отделяющие Дворцовый парк от Зверинца.
В 1790-х годах начинается основной период застройки парка. В это время в парке работает садовый мастер Джеймс Гекет. Здания старого господского деревянного дома гатчинской мызы царевны Натальи Алексеевны, располагавшиеся на месте нынешнего Ботанического сада в парке, полностью сносятся.

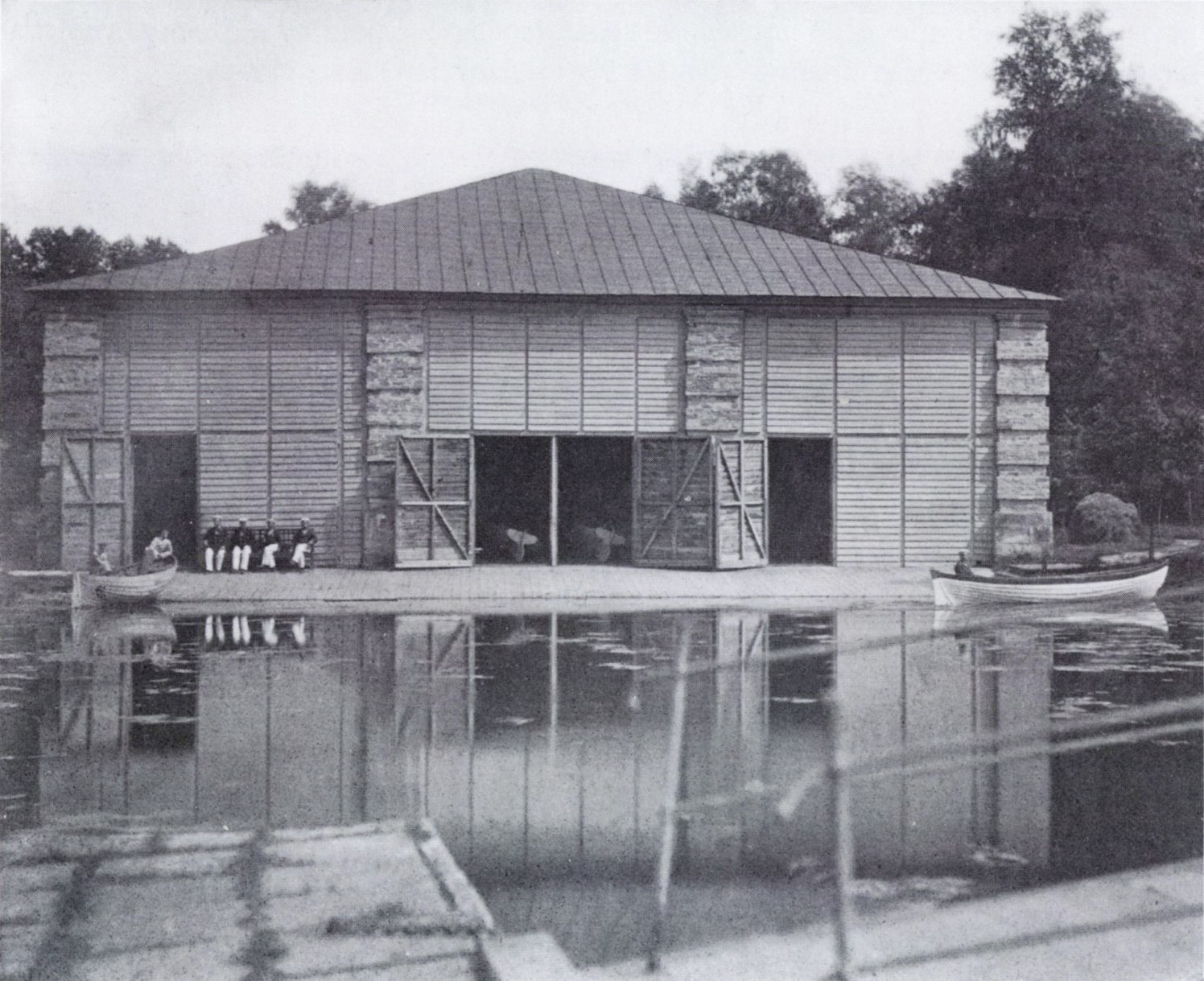
Здание Адмиралтейства. Фотография сделана до 1880-х годов

В первой половине десятилетия в южной части парка начинает строиться здание Адмиралтейства, предназначенное для постройки и хранения кораблей и прогулочных судов небольшого гатчинского "потешного" флота, а в 1795 году около Адмиралтейства выкапывается овальный пруд-док, соединяющийся с Белым озером небольшим каналом с подъёмным мостом-шлюзом и предназначенный для спуска судов на воду, зимнего хранения судов и их тимбировки в осушенном на зиму пруду-доке. У южного входа в парк по чертежам Ринальди в 1794—1796 гг. возводятся массивные Адмиралтейские ворота. Также в южной части парка под наблюдением Ф. Гельмгольца разбивается Ботанический сад. Около Берёзового домика устраивается каменный портал, предназначенный для маскировки от зрителей павильона, внешне выглядящего как поленница дров. Недалеко от домика строятся Берёзовые ворота (1795—1798), обозначившие восточный выход из парка.
В центральной части парка прокладывается канал, отделивший часть берега и создавший на Белом озере новый остров, получивший название острова Любви. Его украшением становится Павильон Венеры, копия Павильона Венеры в Шантийи , строительство которого продолжается с 1792 по 1793 гг. На берегу острова создаются террасы, высаживаются липы. На противоположном берегу Белого озера, на Длинном острове, в 1792—1795 годах появляется Терраса-пристань, использовавшаяся как причал для прогулочных судов. На том же острове в 1793—1796 гг. строится Павильон Орла, визуально соединившийся с Колонной Орла с помощью просеки.
Павел таким образом создал в Гатчине небольшой масонский храм — Павильон Орла, с императорским орлом в короне и со своим вензелем, который стал дополнительной частью к масонской Колонне Орла, построенной ещё при графе Орлове.

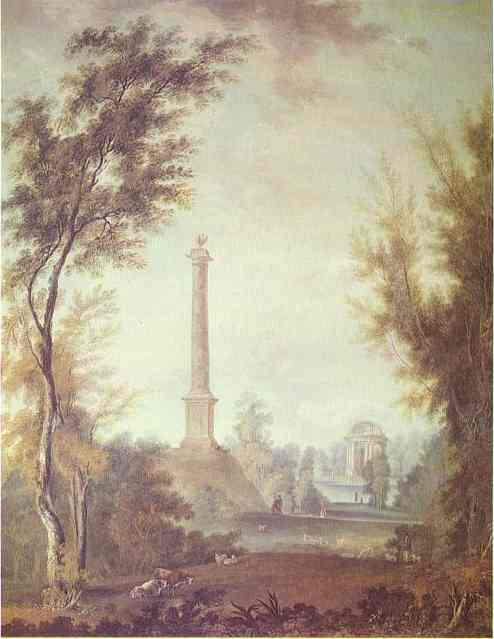
Колонна и Павильон Орла на акварели кисти Семёна Щедрина 1797 года

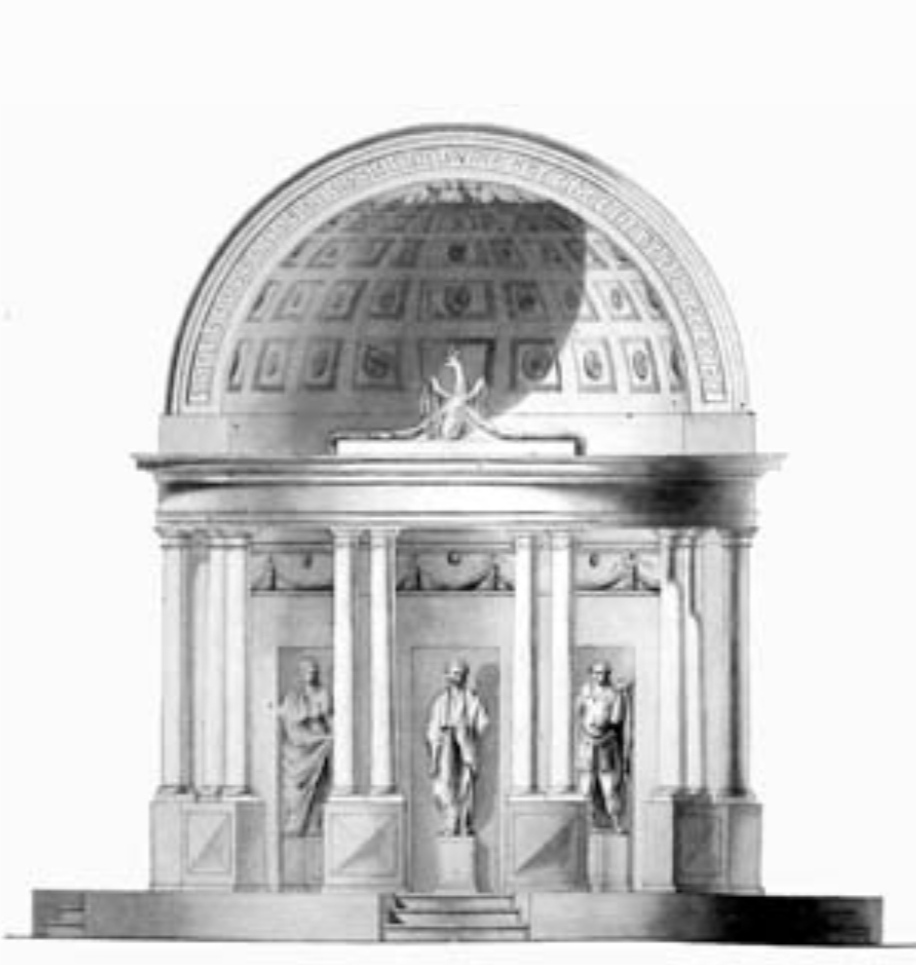
Павильон Орла

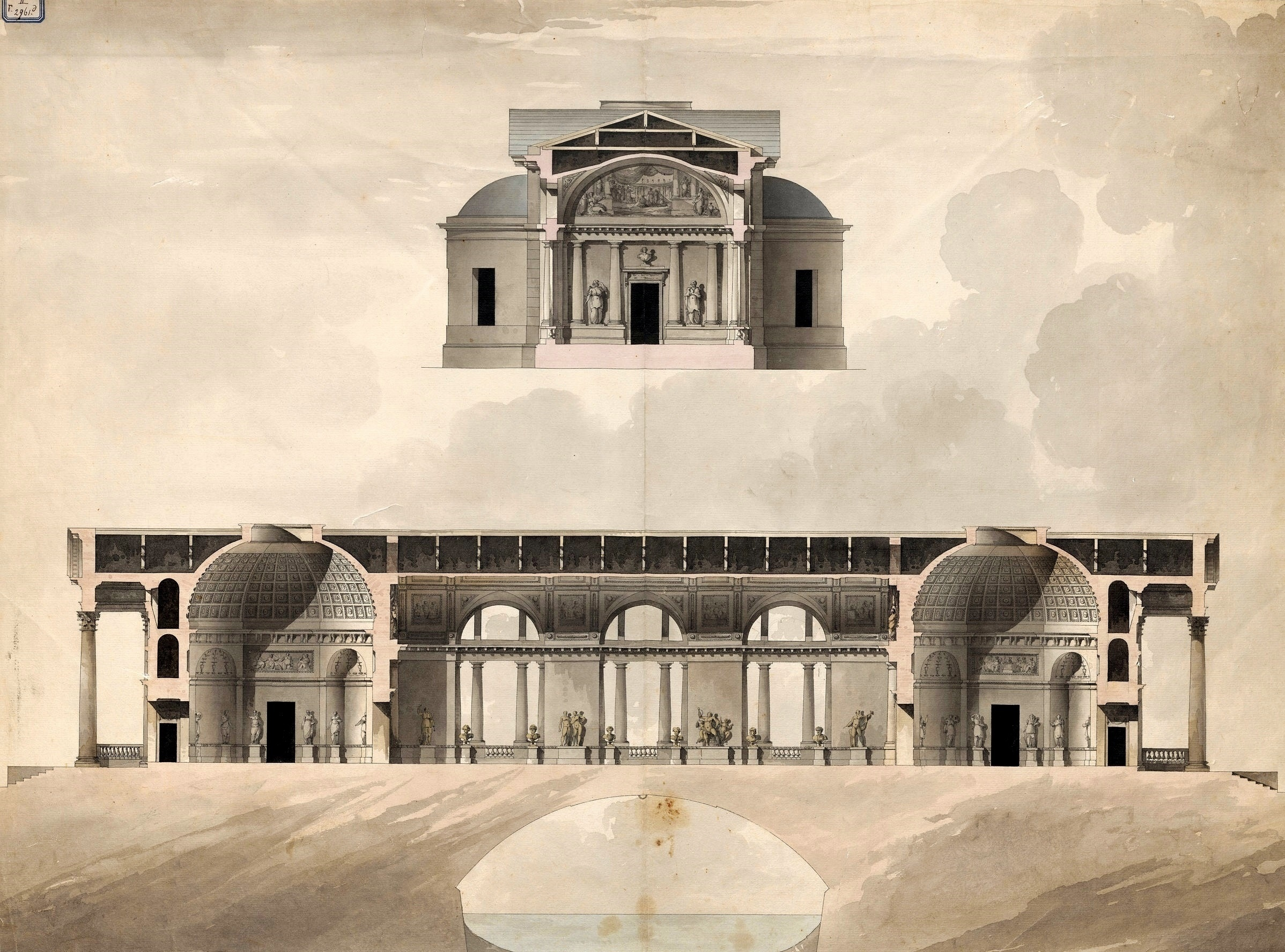
Проект ещё двух подобных нереализованных павильонов на мосту напротив плотины в гатчинском парке, выполненный Кваренги

В северо-западной части Дворцового парка устраивается регулярный парк, получивший название Сильвии, создание которого продолжается до 1800 года. В 1792—1793 годах на границе Сильвии возводятся ворота из пудостского камня. После окончания работ этот участок, отделённый от Дворцового парка стеной, становится самостоятельным парком. Недалеко от него начинается строительство Холодной ванны — бассейна, ограждённого каменным барьером, а также Лесной оранжереи (1794—1796), предназначенной для выращивания декоративных, лавровых и других деревьев. В различных частях парка существовавшие ранее деревянные мосты заменяются каменными.

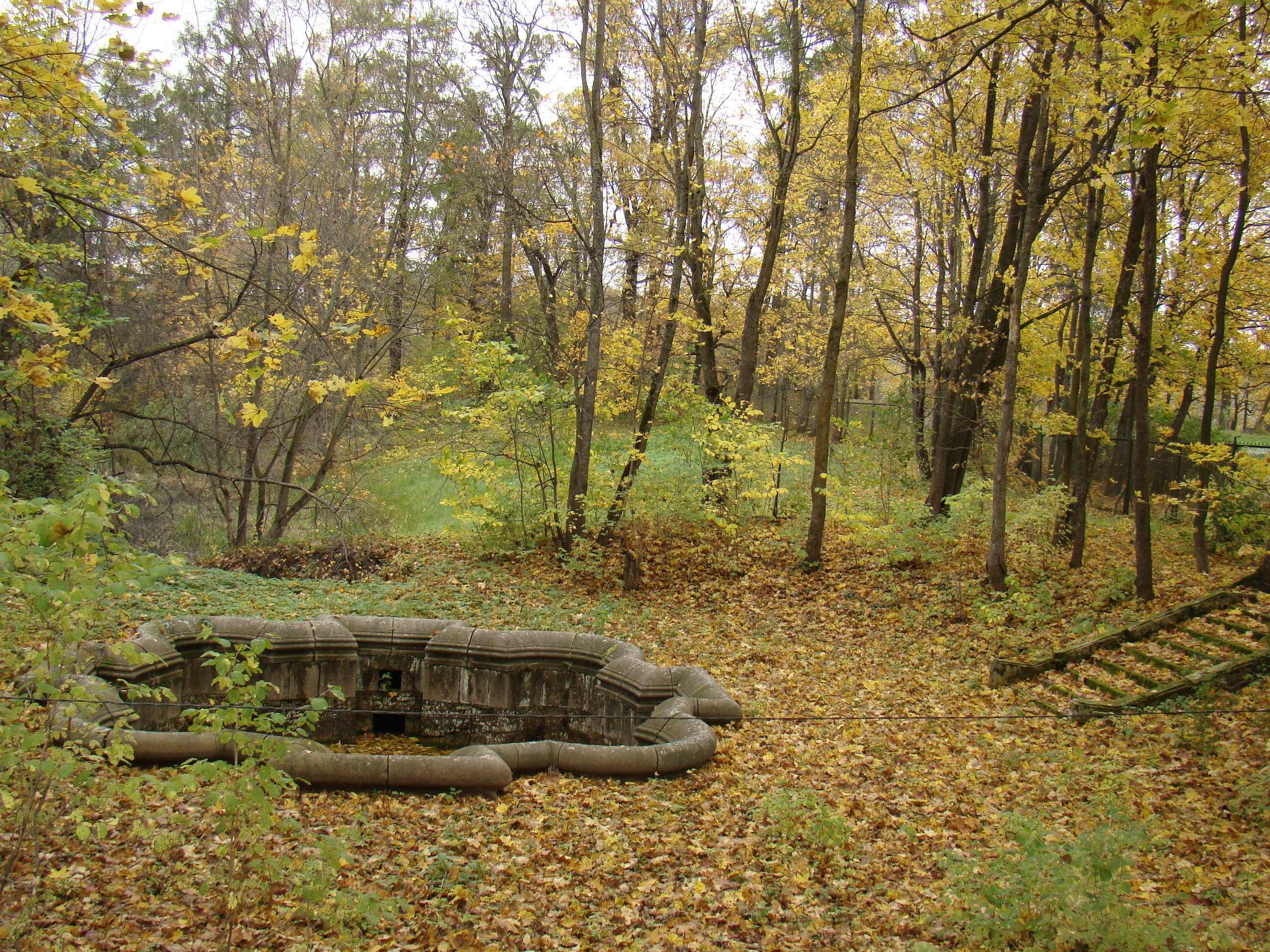
Восьмигранный колодец

В это же время благоустраивается часть парка, прилегающая к дворцу. Рядом с Серебряным озером выкапывается и облицовывается гранитом Восьмигранный колодец. В 1792—1793 гг. на месте глубокого оврага создаётся Карпин пруд, имеющий форму кувшина (окончательно он был завершён летом 1795 года). Земля, вынутая при этих работах, идёт на подсыпку берегов при создании двух участков парка с регулярной планировкой — Верхнего и Нижнего Голландских садов. В 1794 году на территории, непосредственно примыкающей к зданию дворца, строится терраса Собственного сада. С противоположной стороны дворца на некотором расстоянии устраивается небольшой регулярный садик «Графин» с так называемой Турецкой палаткой — деревянным ярко расписанным шатром, увенчанным гюйсом Императорского военно-морского флота.
Во второй половине 1790-х и в 1800—1801 гг. работы по обустройству парка продолжаются. Из новых сооружений появляется Амфитеатр, построенный в 1797 году по проекту архитектора Н. А. Львова и предназначенный для проведения рыцарских представлений — так называемых «каруселей». В 1796 году у Больших железных ворот часть кирпичной ограды заменяется на металлическую решётку. В 1797 году окончательно оформляется Собственный сад, около Лесной оранжереи выкапывается небольшой пруд, предназначенный для полива растений в оранжерее; пруд прямоугольной формы выкапывается также недалеко от Берёзового домика. В Ботаническом саду строятся 13 лестниц из черницкого камня, в 1799—1801 гг. в этом саду устраиваются оранжереи и теплицы. По проекту архитектора А. Д. Захарова начинается перестройка Холодной ванны. На берегах Белого озера возводятся два моста — Горбатый и Карпин.

### Период между 1801 и 1917 годами
После смерти Павла I в 1801 году интенсивные работы в парке приостанавливаются. При следующих хозяевах Гатчины и, соответственно, Дворцового парка, в основном проводится реставрация обветшавших сооружений, парк поддерживается в относительно хорошем состоянии.
Первые датированные работы в парке в этот период относятся к 1837 году, когда полностью перестраивается Малый мост на круговой дороге. В 1841 году реставрируется Горбатый мост, в это же время (1841—1842 гг.) восстанавливается обветшавший Павильон Орла. В 1843 году изменяется архитектура Берёзовых ворот — на них устраивается кровля, заменившая обзорные площадки наверху ворот, что несколько меняет, но не ухудшает их вид. В 1847—1849 гг. реконструируется Амфитеатр.
Во второй половине XIX в. работы продолжаются — в Ботаническом саду сносятся теплицы и оранжереи, а на их месте высаживаются дубы, в это же время появляются ажурные чугунные мостики на острове Любви. В 1851 году на этом же острове переделываются обветшавшие балконы. В 1859—1860 гг. реконструкции подвергается старейшее сооружение парка — Колонна Орла, у которой заменяется основная мраморная колонна и реставрируется фигура орла. В 1881 году около Больших железных ворот строится небольшая караулка по проекту архитектора Л. Ф. Шперера. Через четыре года, в 1885 году, опять реставрируется обветшавший Горбатый мост, а также Павильон Орла. В 1886 году восстанавливается Терраса-пристань, в 1887 году — Адмиралтейские ворота и в этом же году полностью перестраивается Большой мост на круговой дороге. Последней известной работой в этот период является перестройка Чесменского обелиска в 1891 году, который был полностью разобран и воссоздан в прежнем виде.

### Парк после 1917 года

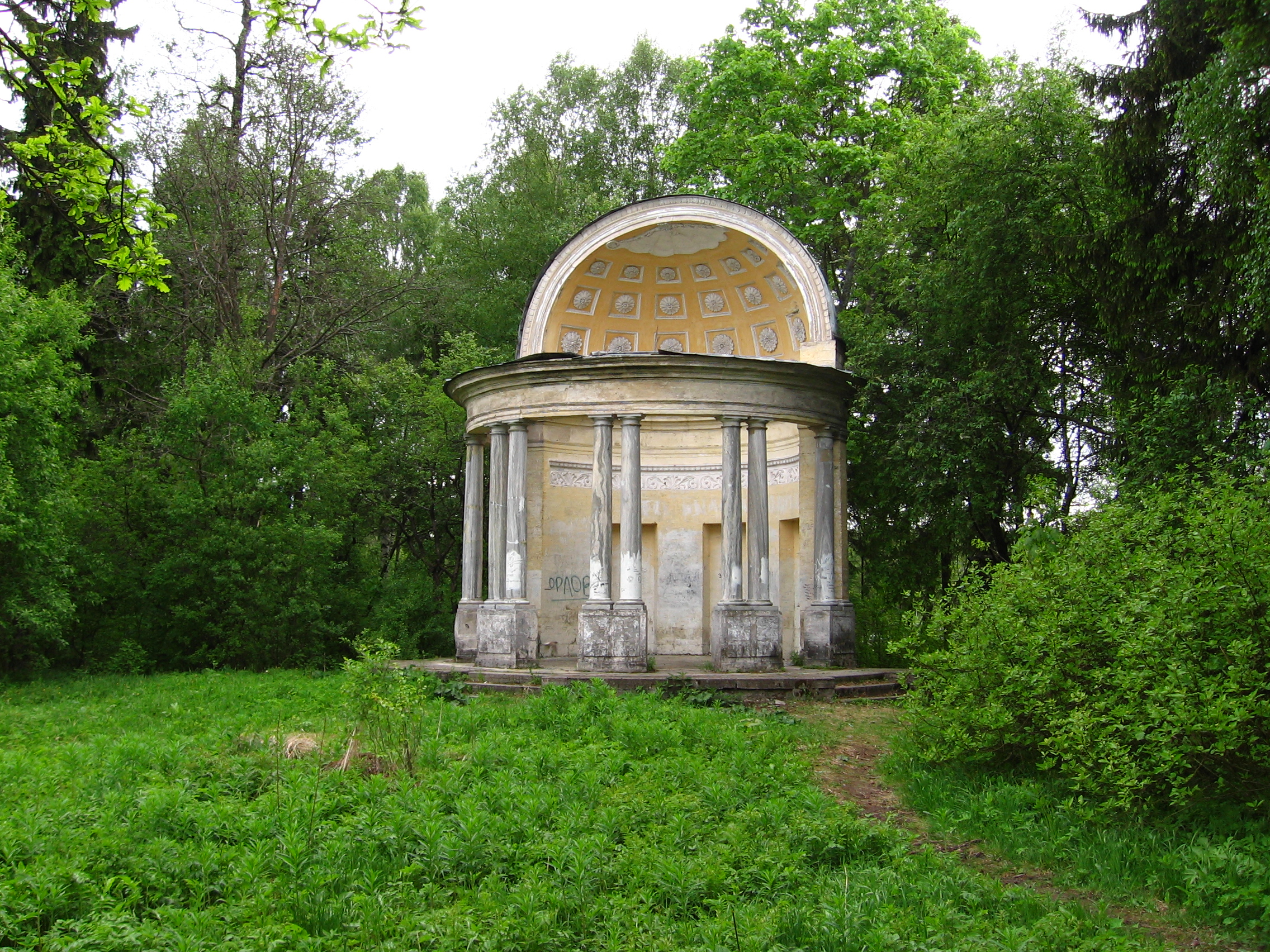
Павильон Орла

После Февральской революции 1917 года и отречения от престола императора Николая II к власти пришло Временное правительство. Парк перестал принадлежать царской семье и перешёл в народную собственность.
До начала Великой Отечественной войны крупных работ в парке не проводилось.
Начиная с 1941 года и по 1944 год Гатчина находилась в оккупации. В это время парк сильно пострадал — было вырублено большое число деревьев, взорваны Карпин, Большой и Малый мосты на круговой дороге, сильно повреждён и заминирован Горбатый мост, Лесная оранжерея полностью сожжена. Все остальные сооружения также пострадали в той или иной степени. Вскоре после освобождения города, в ночь с 12 на 13 сентября 1944 года до основания был разрушен Берёзовый домик при попытке его разобрать.
В послевоенные годы начинается восстановление гатчинских парков. Первые работы проводятся почти сразу после освобождения города — территория парка разминировалась, засыпались воронки от взрывов снарядов и бомб, расчищались дорожки и убирались обломки разрушенных сооружений, извлекалась из земли закопанная скульптура. В первые послевоенные 4 года в парке было высажено около 6000 деревьев.
Крупные работы по устранению повреждений, нанесённых войной, начались во второй половине 1960-е гг. с реставрации Павильона Венеры. В 1969—1970 гг. производится восстановление Горбатого моста, Павильона Орла и Адмиралтейских ворот, возвращается изначальная планировка Верхнего и Нижнего Голландских садов. В 1972 году реставрируется старейшее сооружения парка — Колонна Орла. В 1973 году восстанавливается здание павильона Берёзового домика, а воссоздание его интерьеров продолжается вплоть до 1976 года. В 1974—1979 гг. производится полная реконструкция Павильона Венеры.

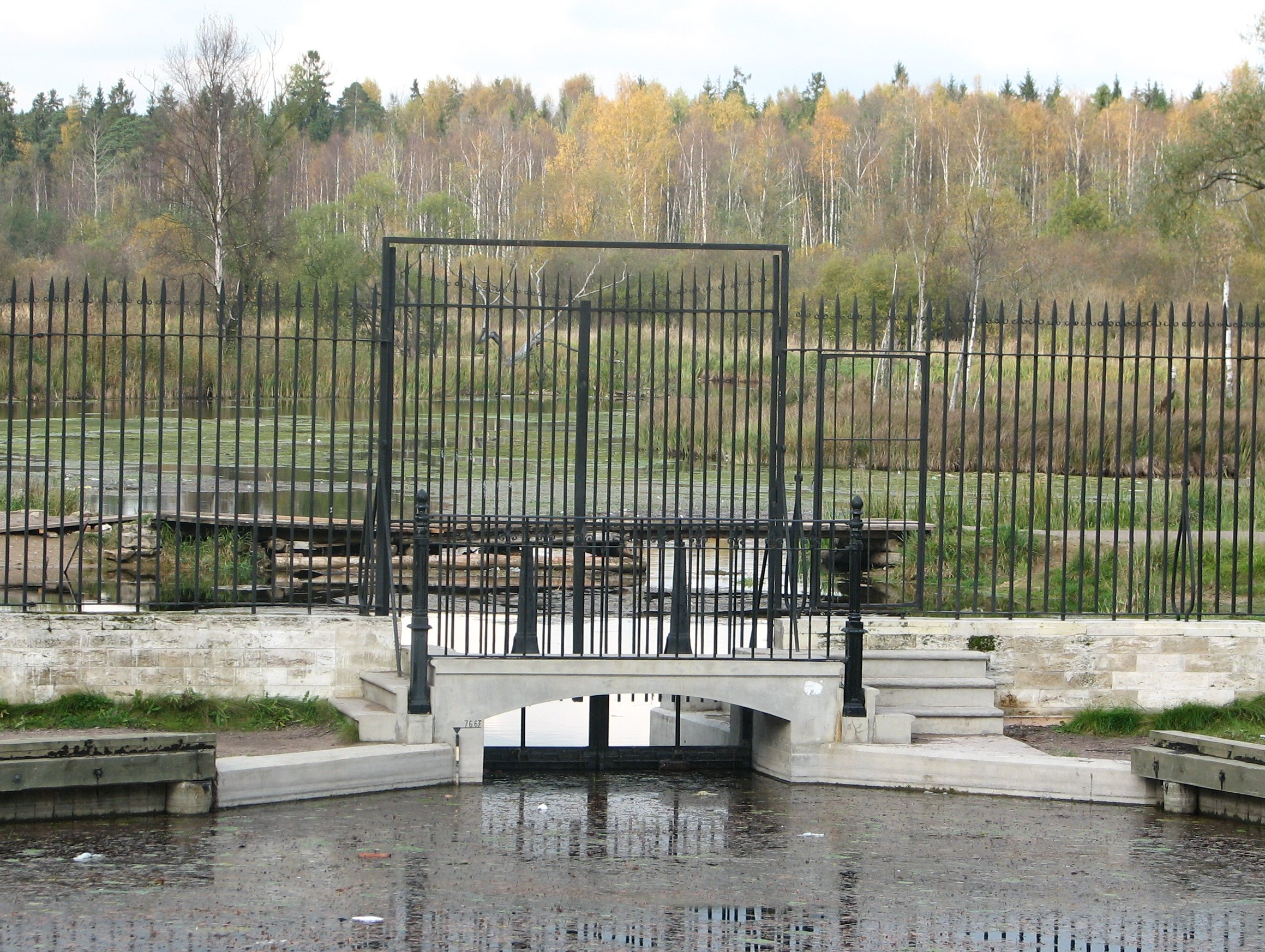
Шлюз у Больших железных ворот

В 1980-х гг. производятся восстановительные работы в Собственном саду, повторно реставрируется Горбатый мост. Начинаются работы по восстановлению Холодной ванны, которые в начале 1990-х гг. приостанавливаются. Также в это время парк несёт не восполненную до сих пор потерю — 19 июля 1993 года пожар уничтожает павильон Адмиралтейства.
В 2004 году завершилась продолжавшаяся несколько лет реконструкция шлюза у Больших Железных ворот, находящегося в месте истока речки Тёплой из Белого озера.
С 2006 года средства, выделяемые на восстановление парка, значительно увеличились. Полное восстановление дворца и парка планировалось к 2012 году.
В 2008 году из бюджета Санкт-Петербурга были выделены средства на реставрацию Павильона Венеры, а также моста через протоку около Адмиралтейства.

## Рекреационное значение
До революции дворцовый парк принадлежал царской семье и был закрыт для посторонних. В послереволюционное время он открылся для горожан.
В 1950-х гг. на берегу Белого озера недалеко от Адмиралтейства была построена лодочная станция, которая просуществовала до конца лета 1993 года. В июле 1993 году пожар уничтожил здание Адмиралтейства, где зимой хранились классические парковые прогулочные деревянные лодки, и станцию закрыли. Через некоторое время лодочная станция открылась  с новыми стеклопластиковыми лодками на дальнем берегу озера, около шлюза и Больших Железных ворот, где  работает и до настоящего момента.
В советское время в парке функционировал городок аттракционов, в здании Адмиралтейства действовал летний театр.
В парке находится крупный музей, расположенный в Большом Гатчинском дворце, а также два небольших интерьерных музея — Павильон Венеры и Берёзовый домик. Парк служит излюбленным местом прогулок гатчинцев и гостей города.
В 2024 году музей-заповедник впервые в своей истории принял миллион посетителей. 700 000 человек посетило различные объекты музея и 311 000 прогулялись в парках.